# Magta Lahjar (Département)
Magta Lahjar (arabisch مكطع لحجار Maktaʿ Lahdschār, DMG Makṭaʿ Laḥǧār) ist ein Département (Moughataa) in der Verwaltungsregion Brakna in Mauretanien. Hauptstadt des Départements ist Magta Lahjar.

## Geographie
Das Département liegt im südlichen Zentrum des Landes, mit dem Nordteil in der mauretanischen Sahara und mit dem Südteil im Gebiet der Trockensavanne. Es hat eine Fläche von 13.817 km² und nimmt den Nordosten der Verwaltungsregion Brakna ein. Die Grenzen sind zum großen Teil wie mit dem Lineal gezogen. Benachbarte Départements sind im Uhrzeigersinn Moudjéria (Tagant) im Nordosten, im Südosten Barkewol (Assaba), im Südwesten Mal und Aleg sowie im Nordwesten Boutilimit (Trarza). Die Nationalstraße N3 ist als West-Ost-Verbindung die Hauptverkehrsader des Départements.

## Bevölkerung
Die Bevölkerungszahl des Départements hat in den Jahren 2000 bis 2023 von 47.288 auf 79.046 Einwohner zugenommen. Es besteht aus den Gemeinden
- Djonaba
- Magta Lahjar
- Ouad Amour
- Sangrave